# Dorino Serafini
Teodoro « Dorino » Serafini, né à Pesaro le 22 juillet 1909 et mort le 5 juillet 2000 dans la même ville, est un pilote motocycliste et automobile italien.

## Biographie
Dorino Serafini commence la compétition moto en 1928 au guidon d'une Benelli 175 cm3, il devient champion d'Italie dans cette catégorie sur une moto de la firme MM, dirigée par Alfonso Morini et Mario Mazzetti. En 1935, il passe en catégorie 500 cm3 dans l'écurie Bianchi. Recruté par Gilera, il devient champion d'Europe en 1939 dans la catégorie 500 cm3, après avoir remporté trois courses, dont le Grand Prix d'Allemagne.
Après la seconde guerre mondiale, Dorino Serafini s'oriente vers la compétition automobile. Il prend part au Tour de Sicile 1948 sur Healey et termine à la 2e place. En 1950 il se classe également second de la Mille Miglia, cette fois sur Ferrari. Il est contraint à l'abandon lors de la 18e édition des 24 heures du Mans, qu'il dispute sur Ferrari 195S Berlinetta avec le pilote français Raymond Sommer.

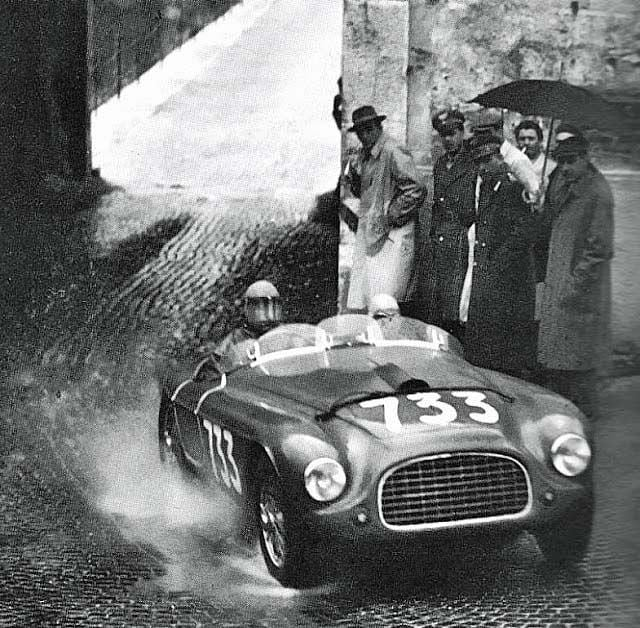
Dorino Serafini et Ettore salami lors des Mille Miglia 1950.

Dorino Serafini court également en monoplace et termine second du Grand Prix Maria Eva Duarte Peron, disputé à Buenos Aires, au volant d'une des premières monoplaces conçues par la Scuderia Ferrari. En 1950 il se classe 3e du Grand Prix de Genève, une épreuve de Formule 2 hors championnat. Alors âgé de 41 ans, il prend part au Grand Prix d'Italie 1950, son unique participation en Formule 1. Après s'être qualifié en 6e position, il doit partager les 6 points de la seconde place avec un autre pilote Ferrari. Serafini doit en effet laisser sa voiture à Alberto Ascari, victime d'un incident technique, afin que celui-ci puisse terminer la course. À la suite d'une sortie de route lors de l'édition 1951 de la Mille Miglia, Dorino Serafini doit mettre un terme à sa carrière en compétition.

## Résultats en championnat du monde de Formule 1
| Saison | Écurie           | Châssis | Moteur      | Pneus   | GP disputés | Points inscrits | Classement |
| ------ | ---------------- | ------- | ----------- | ------- | ----------- | --------------- | ---------- |
| 1950   | Scuderia Ferrari | 375     | Ferrari V12 | Pirelli | 1           | 3               | 13e        |